# 루슬란 이스마일로프 (사격 선수)
루슬란 타히로비치 이스마일로프(러시아어: Русла́н Тахи́рович Исмаи́лов, 1986년 11월 12일~)는 키르기스스탄의 사격 선수이다. 2008년에는 베이징에서 열린 하계 올림픽에 참가했고, 2012년에는 런던에서 열린 하계 올림픽에 참가했다.

## 생애
비슈케크 출신으로 아버지 타히르 이스마일로프는 1998년 아시안 게임 사격 금메달리스트이며, 어머니인 메리 이스마일로바도 2006년 아시안 게임에 참가한 사격 선수이다. 
2008년 중화인민공화국 베이징에서 열린 2008년 하계 올림픽에서는 남자 10m 공기소총에 출전하여 587점을 획득하여 39위를 하였고, 남자 50m 소총 복사에서는 578점을 획득하여 54위를 하였다. 남자 50m 소총 3자세 부문에서는 1130점을 획득하여 48위를 하였다.
2012년 영국 런던에서 열린 2012년 하계 올림픽에서도 키르기스스탄 국가대표로 참가하여 10m 공기소총에서 593점을 획득, 21위를 차지하였고 남자 50m 소총 3자세에서 1146점을 획득하여 40위를 하였다.